# Lâu Lan
Lâu Lan (giản thể: 楼兰; phồn thể: 樓蘭; bính âm: Lóulán; tiếng Uyghur: كروران, Кроран, đã Latinh hoá: Kroran) là một quốc gia cổ, tồn tại từ thế kỷ II TCN ở vùng đông bắc sa mạc La Bố, Tân Cương (nay thuộc Trung Quốc). Lâu Lan quốc nằm trên con đường tơ lụa và lãnh thổ phần lớn bao quanh bởi sa mạc. Lâu Lan được biết đến với cái tên tiếng Nga là Krorayina hay Kroran. Thuật ngữ Lâu Lan là phiên âm tiếng Trung của tên bản địa Krorän và được dùng để chỉ thành phố gần Lop Nur cũng như vương quốc.
Năm 77 TCN,  sứ thần Trung Quốc là Phó Giới Tử (傅介子) giết chết vua Lâu Lan là An Quy (安歸). Vương quốc này sau đó trở thành một nước bù nhìn của nhà Hán và được đổi tên thành Thiện Thiện(鄯善), với vị vua được nhà Hán dựng lên là Úy Đồ Kỳ (尉屠耆). Vị vua mới được lập đề nghị nhà Hán cử quân đóng tại Y Tuần (伊循), do lo sợ sự trả thù từ phía các con của vị vua bị ám sát. Quân đội nhà Hán vì thế đã chiếm đóng khu vực này. Vương quốc liên tục nằm dưới sự kiểm soát của Trung Quốc từ đầu triều đại nhà Hán trở đi cho đến khi bị bỏ hoang nhiều thế kỷ sau đó. Tàn tích của Lâu Lan nằm gần Lop Nur hiện đang bị khô cằn ở Tỉnh tự trị Mông Cổ Bayingolin, Tân Cương và hiện bị sa mạc bao quanh hoàn toàn. 

## Vị trí

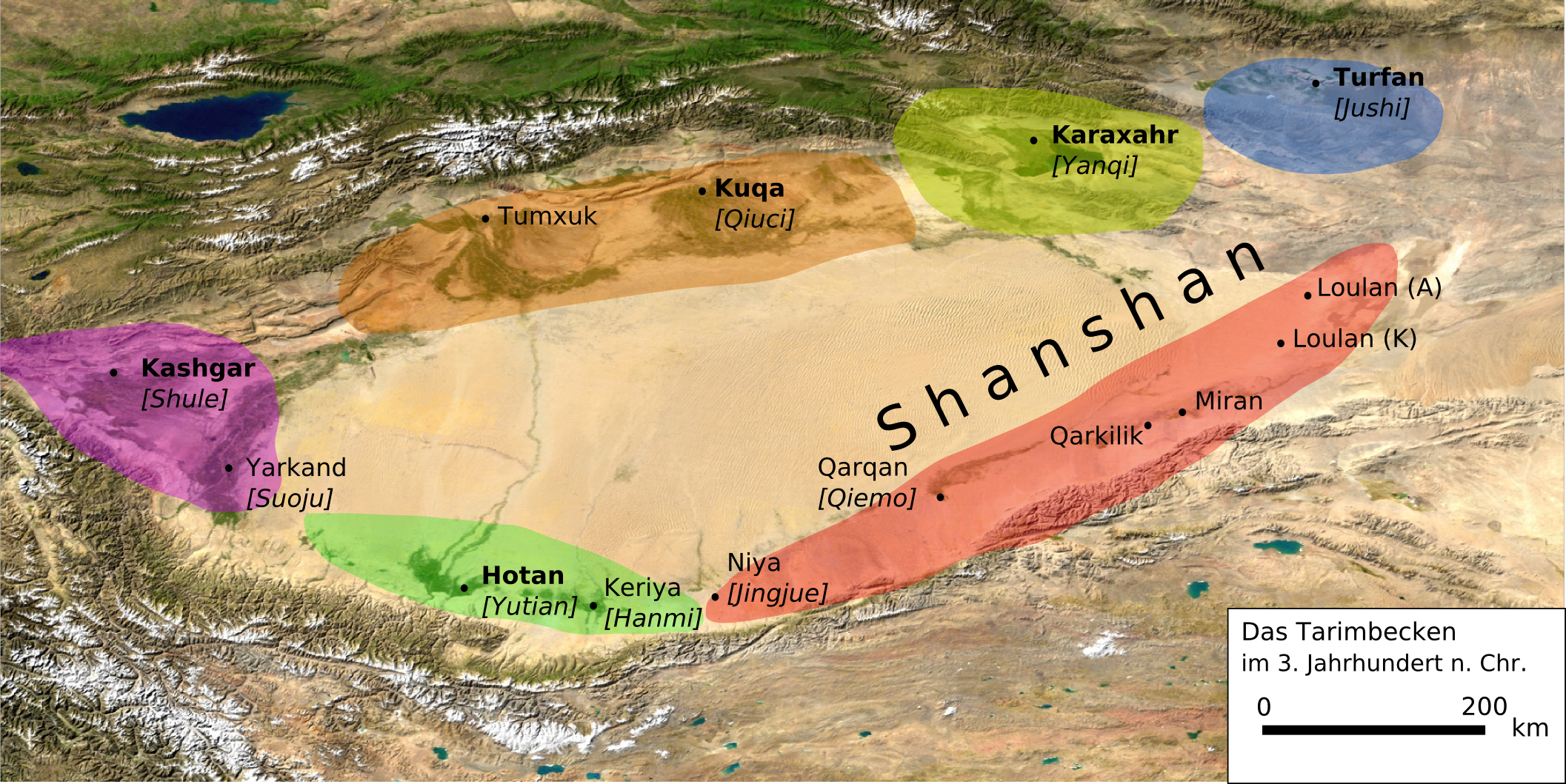
Lòng chảo Tarim vào Thế kỷ 3, chỉ ra hai điểm của đô thị Lâu Lan, vương quốc Thiện Thiện, và các tiểu quốc có liên quan.

Nằm trên con đường tơ lụa, cửa ngõ giao thông Đông Tây cổ, mậu dịch tơ lụa đã mang lại phồn vinh một thời cho ốc đảo Lâu Lan nằm bên hồ La Bố cổ đại. Vương quốc Lâu Lan cổ cách đây hơn 2100 năm là một trạm mậu dịch trung chuyển trên con đường tơ lụa nối Trung Quốc, Ba Tư, Ấn Độ, Syria, Đế quốc La mã. Đồng thời nó cũng là một trong những đô thị lớn phồn hoa nhất, mở cửa sớm nhất trên thế giới.
Căn cứ vào ghi chép sách sử, Lâu Lan là một thành bang lớn. Trong thành người dân sống đông đúc, ngoài thành đồng ruộng rất rộng rãi. Trong 36 nước ở Tây Vực ở Tân Cương thì kinh tế và văn hoá của Lâu Lan phát triển nhất. Ở thời kỳ Lưỡng Hán, quan hệ giữa Lâu Lan và vùng nội địa luôn rất mật thiết, nhưng đến sau thời kỳ Nguỵ Tấn Nam Bắc Triều. Lâu Lan dần dần cắt đứt quan hệ với nội địa, rồi lặng lẽ biến mất trong lịch sử Trung Quốc. Đến đời Đường, tuy con đường tơ lụa vẫn thông suốt, nhưng mọi người không biết Lâu Lan ở đâu.

## Giải đáp bí ẩn

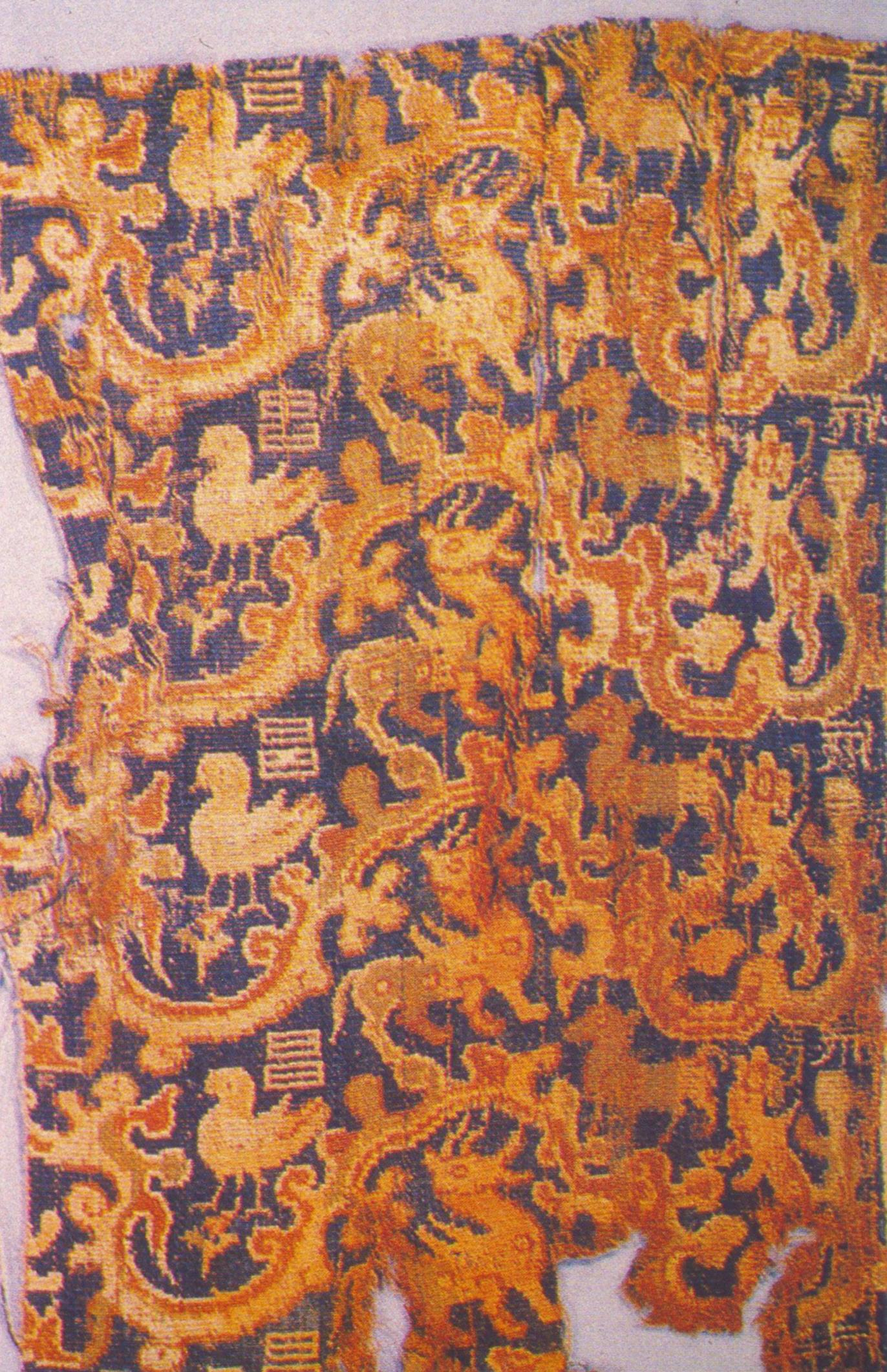
Tơ lụa và hoa văn của Lâu Lan

Lâu Lan Quốc đã biến mất một cách thần bí trong lịch sử Trung Quốc chỉ trong một đêm, rất nhiều dân du cư cũng đồng thời "mất tích" đây là một nghi vấn của lịch sử và có nhiều giả thiết xoay quanh nó gồm:
- Nguyên nhân có thể là hồ La Bố khô cạn, sự thay đổi hoàn cảnh tự nhiên, dòng sông đổi dòng hoặc thượng nguồn sông Khổng Tước dẫn nước không hợp lý.[7]
- Có ý kiến cho rằng, xung quanh Lâu Lan có rất nhiều dân tộc hùng mạnh. Những dân tộc này đã sử dụng kỵ binh đột phá, cướp bóc tàn phá giết chóc cư dân thành cổ. Kết quả, thành cổ này trở thành hoang phế. Thực tế, cách giải thích này không tìm được bằng chứng lịch sử.[7]
- Có ý kiến khác cho rằng sự tiêu vong của thành cổ Lâu Lan là do sự thay đổi khí hậu. Khí hậu ở đây rất khô hanh, mấy năm liền không hề có mưa. Khí hậu này là điều kiện lý tưởng cho công việc bảo quản các cổ vật. Họ suy đoán, 2000 năm qua, khí hậu miền Trung châu Á đang phát triển theo hướng ngày càng khô hanh. Thời kỳ Lâu Lan phồn vinh, khí hậu khá ôn hoà ẩm ướt, thích hợp cho cây trồng phát triển. Sau này, khí hậu khô hanh, gió cát càng nhiều, cây trồng nhiều năm liền không có hạt. Nông nghiệp không thể đứng vững. Trong tình trạng vô cùng khắc nghiệt và không có cách nào sống được, người dân buộc phải chuyển đi nơi khác.
- Giả thuyết về "thuyết nguyền nước đoạn tuyệt". theo giả thuyết này thì có thể giải thích chính xác Lâu Lan suy vong, Lâu Lan vốn nằm ở miền Đông bồn địa Tháp Lý Mộc - một nơi cực kỳ khô hanh. Thành cổ Lâu Lan nằm ở hạ du sông Tháp Lý Mộc, bên cạnh hồ La Bố, có thể dẫn nước tưới cây trồng, phát triển sản xuất nông nghiệp. Sau này, sông Thác Lý Mộc đổi dòng, hồ La Bố mất nguồn nước trở thành nơi khô cạn. Lâu Lan từ đó mất nguồn sinh sống. Cư dân đành phải đi khỏi nơi đây. Thành Cổ dần dần bị gió cát vùi lấp. Khảo sát thực địa bên ngoài thành cổ có thể chứng minh giả thuyết này. Các nhà khảo cổ đã tìm được di tích con sông cổ đại ở gần Lâu Lan. Hồ La Bố trong lịch sử đã xảy ra nhiều lần thay đổi.[7]